# Geschichte von Rheinland-Pfalz

Wappen von Rheinland-Pfalz

Die Geschichte von Rheinland-Pfalz umfasst die Entwicklungen auf dem Gebiet des deutschen Bundeslandes Rheinland-Pfalz von der Urgeschichte bis zur Gegenwart. Die Geschichte von Rheinland-Pfalz im engeren Sinne begann kurz nach dem Zweiten Weltkrieg am 30. August 1946, als durch Militärverordnung Nr. 57 der französischen Besatzungsmacht aus der ehemals bayerischen Pfalz, aus den Regierungsbezirken Koblenz und Trier der ehemaligen preußischen Rheinprovinz, aus den linksrheinischen Teilen der ehemals zum Volksstaat Hessen gehörigen Provinz Rheinhessen, aus Teilen der preußischen Provinz Hessen-Nassau (Montabaur) und aus dem ehemals oldenburgischen Gebiet um Birkenfeld das Land Rheinland-Pfalz gegründet wurde.

## Geschichte vor Gründung des Bundeslandes

### Ur- und Frühgeschichte
In vorgeschichtlicher Zeit war das Gebiet des heutigen Rheinland-Pfalz am Rhein und an den anderen größeren Flüssen kontinuierlich besiedelt. Die Besiedlung auch abseits der Flüsse wird durch Funde seit der Zeit der Neandertaler belegt, wie etwa durch den Faustkeil von Kirchheimbolanden, den von Lauterecken oder den von Leinsweiler, deren Mindestalter mit 200.000 Jahren angegeben wird.

### Antike
Vor der Zeitenwende siedelten keltische Stämme in der Region, darunter die Treverer, Mediomatriker, Nemeter und Vangionen.
Während des Gallischen Kriegs eroberten die Römer unter Julius Caesar 55 v. Chr. das linksrheinische Gebiet. Bei Strafexpeditionen gegen die Germanen drang Cäsar zeitweise auch auf das rechte Rheinufer vor und ließ temporäre Rheinbrücken bei Neuwied und Urmitz errichten. Das rechte Rheinufer kam unter Drusus und Tiberius dauerhaft unter römische Herrschaft. Nachdem die linksrheinischen Gebiete gesichert waren, kam es dort verstärkt zu römischen Ortsgründungen.
Unter anderem gehen die heutigen Orte Andernach (lat. Antunnacum), Bingen (lat. Bingium), Boppard (lat. Baudobriga), Koblenz (lat. Confluentes), Mainz (lat. Mogontiacum), Remagen (lat. Rigomagus), Speyer (lat. Noviomagus Nemetum), Trier (lat. Augusta Treverorum) und Worms (lat. Borbetomagus) auf römische Siedlungen und Lager zurück. Eine Mehrzahl der ältesten Städte Deutschlands liegt in Rheinland-Pfalz.
Die Römer erschlossen das Gebiet durch Straßen und Wege und organisierten es in Provinzen; das heutige Rheinland-Pfalz umfasst Teile der Provinzen Germania Superior, Germania Inferior und Gallia Belgica.
Das um 17 v. Chr. gegründete Augusta Treverorum wurde vor der Mitte des 3. Jh. zur Hauptstadt der Provinz Gallia Belgica und Ende des 3. Jh. kaiserliche Residenzstadt. Hiervon künden die Palastaula und die Kaiserthermen. Mit einer hohen fünfstelligen Einwohnerzahl im Jahr 300 war Augusta Treverorum die größte Stadt nördlich der Alpen.
Nach der Gründung von Mogontiacum um 13/12 v. Chr. durch die Anlage eines Legionslagers und der Stationierung von bis zu 40.000 Soldaten war der Standort Ausgangspunkt für zahlreiche Feldzüge in die rechtsrheinische Germania magna. Mit der Gründung der Provinz Germania superior im Jahr 90, die große Teile des heutigen Rheinland-Pfalz umfasste, wurde Mogontiacum zur Hauptstadt der Provinz bestimmt. Von der Bedeutung als römischer Rheinhafen künden die Funde der Mainzer Römerschiffe.
Unter dem Druck vereinigter germanischer Stämme auf die Ostgrenze, den obergermanischen Limes, mussten die Römer im 3. Jh. das rechte Rheinufer aufgeben. Links des Rheins konnten sie ihre Herrschaft bis ins 5. Jh. halten.

### Mittelalter
406 überschritten germanische Angreifer im Zuge der Völkerwanderung den Rhein und plünderten mehrere römische Städte. Im frühen 5. Jahrhundert kontrollierten zunächst Burgunden (411–435) als foederati gemeinsam mit regulären weströmischen Einheiten das Gebiet, bis sie rebellierten und von Flavius Aëtius 436 blutig niedergeworfen wurden. Nach etwa 455 traten dann Alamannen und schließlich die merowingischen Franken die Nachfolge der römischen Herrschaft am Rhein an: Als Chlodwig I. um 482 seinem Vater als rex nachfolgte, wurde er formal zugleich administrator der aus Germania Superior hervorgegangenen Provinz Germania Prima, die sich dann schrittweise in fränkisches Kronland verwandeln sollte.
Chlodwig übernahm den funktionsfähigen spätantiken römischen Verwaltungsapparat (deren Kern vor allem im Süden die civitates waren). Dabei spielte die Macht der örtlichen Bischöfe, die oft Verwaltungsaufgaben in den civitates übernommen hatten, eine wichtige Rolle, sodass sich die Kirche zu einer weiteren Machtstütze des Königs entwickeln sollte. Im heutigen Rheinland-Pfalz waren dies die auf die Römer zurückgehenden Bistümer Trier, Mainz, Worms und Speyer. Im Norden des heutigen Rheinland-Pfalz griff das Erzbistum Köln südwärts bis zu Ahr aus.
Die römischen Provinzhauptstädte Trier und Mainz konnten sich im Lauf des Frühmittelalters als Metropolitansitze etablieren. Trier wurde bereits im 6. Jh. Sitz eines Erzbischofes. Mainz folgte in diesem Rang im 8. Jh. unter Bonifatius und Lullus nach. Beide Bistümer konnten ihren Status bis zum Anfang des 19. Jh. halten. Zur Trierer Kirchenprovinz gehörten die (seit 1648 französischen) Suffraganbistümer der Trois-Évêchés: Metz, Toul und Verdun. Die Kirchenprovinz umfasste damit eine Zentralregion des Fränkischen Reiches. Das Bistum Trier selbst konnte sich durch die Angliederung des Mayengaus die Mosel entlang bis an den Rhein nach Koblenz und darüber hinaus auf den Unterlauf der Lahn ausdehnen.
Das Bistum Mainz wurde unter dem Missionserzbischof Bonifatius Ausgangspunkt der Mission germanischer Gebiete östlich und nördlich des Rheins, die dort entstehenden Bistümer wurden dem Mainzer Erzbischof unterstellt; zur ab 782 eingerichteten Kirchenprovinz Mainz gehörten zunächst die Suffraganbistümer Verden, Hildesheim, Halberstadt, Paderborn, Würzburg, Worms, Speyer, Augsburg, Eichstätt, Konstanz, Straßburg und Chur. War der Bischofssitz von Trier anfangs aufgrund seiner zentralen Lage im Merowingerreich sehr bedeutend, verschob sich das Gewicht mit der Ausdehnung des Reiches nach Osten unter den Karolingern zunehmend ostwärts und brachte dem Bischofssitz von Mainz einen erheblichen Bedeutungszuwachs.
Die Region des heutigen Rheinland-Pfalz gehörte im Fränkischen Reich zum Teilreich Austrasien und blieb von mehreren Reichsteilungen unbetroffen. Nach dem Aufstieg der Karolinger zur Königswürde im fränkischen Reich wurde Karl der Große ab 800 Kaiser. Die Rheinlande nahmen im Fränkischen Reich eine zentrale Stellung ein. Die Karolinger bevorzugten die rheinischen Pfalzen und Bischofssitze; die Kaiserpfalz Ingelheim wurde zu einer bevorzugten Residenz von Karl und seinem Sohn und Nachfolger Ludwig dem Frommen. Nach dessen Tod kam es 842 in der St. Kastorkirche bei Koblenz zu Verhandlungen zwischen den Bevollmächtigten der Söhne Ludwigs, die zum 843 geschlossenen Vertrag von Verdun führten. Mit diesem wurde das Reich geteilt: Die Westteile des heutigen Rheinland-Pfalz mit dem Metropolitansitz Trier sowie dem Mayengau und Koblenz kamen dabei an Ludwigs Sohn Lothar I.; die östlichen Teile, umfassend den Wormsgau, Speyergau und Nahegau sowie den Metropolitansitz Mainz, die Bischofssitze Worms und Speyer und die Kaiserpfalz Ingelheim, fielen an Lothars Bruder Ludwig den Deutschen. Weitere Streitigkeiten zwischen den Nachfolgern Ludwigs des Frommen konnten 860 in dem ebenfalls in der Kastorkirche verhandelten Frieden von Koblenz bereinigt werden. Die Teilung der Region des heutigen Rheinland-Pfalz hatte jedoch nicht lange Bestand, und nach der Prümer Teilung 855 sowie dem Vertrag von Meersen 870 wurden die Gebiete des heutigen Rheinland-Pfalz unter Ludwig dem Deutschen im Ostfrankenreich, dem Vorläufer des Heiligen Römischen Reiches, wieder vereint. Die Gebiete des heutigen Rheinland-Pfalz blieben seitdem Teil des deutschen Kulturraumes, während sich aus dem benachbarten Westfrankenreich im Lauf des 9. und 10. Jahrhunderts Frankreich entwickelte.
Innerhalb des Ostfränkischen Reiches bildeten ab Ende des 9. Jh. die Teile des Lotharinigschen Mittelreiches das Herzogtum Lothringen; die östlich davon gelegene Region bildete das Herzogtum Franken. Letzteres fiel bereits nach der Schlacht bei Andernach wieder an den König zurück. In der Folge bildete es für mehrere Jahrhunderte das Kernland des Königtums. Von der Bedeutung insbesondere für die Dynastien der Salier und Staufer künden die rheinischen Kaiserdome von Speyer, Worms und Mainz sowie die Pfalzen und Königshöfe von Kaiserslautern, Oppenheim, Worms, Ingelheim, Bingen, Bad Kreuznach, Oberwesel, Boppard, Andernach, Remagen und Sinzig.
Mit der Territorialisierung schwand die Macht der Könige zugunsten der Landesfürsten. Dabei bildeten sich auf dem Gebiet des heutigen Rheinland-Pfalz insbesondere die kirchlichen Kurfürstentümer Kurtrier, und Kurmainz sowie das weltliche Kurfürstentum Kurpfalz.

### Neuzeit

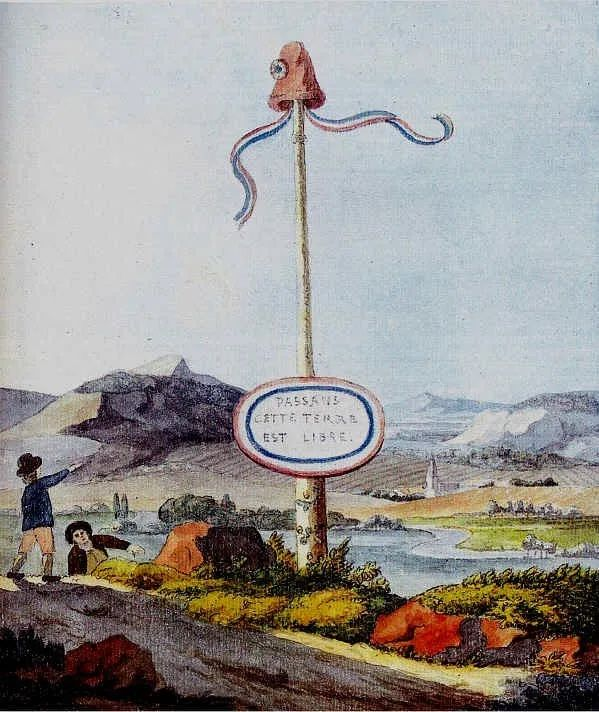
Freiheitsbaum mit Jakobinermütze in der Mosellandschaft an der Grenze zwischen dem Herzogtum Luxemburg und der Französischen Republik mit dem Ort Schengen im Hintergrund; Aquarell über Feder- und Bleistiftzeichnung von J. W. Goethe (1792)

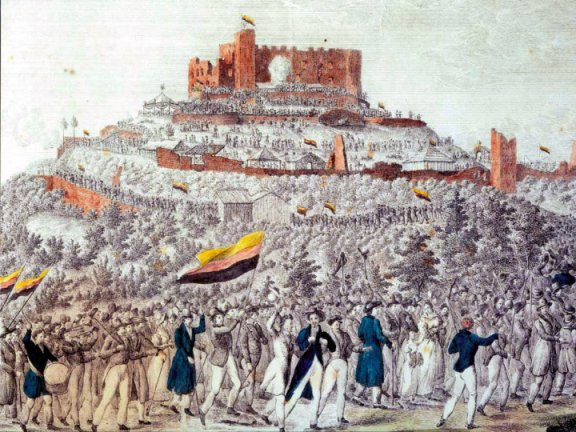
Der Zug zum Hambacher Schloss

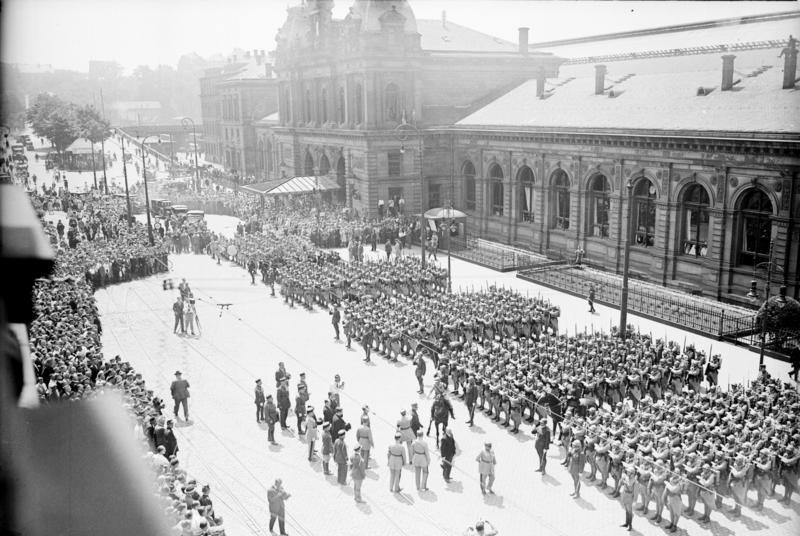
Abzug französischer Truppen aus Mainz 1930

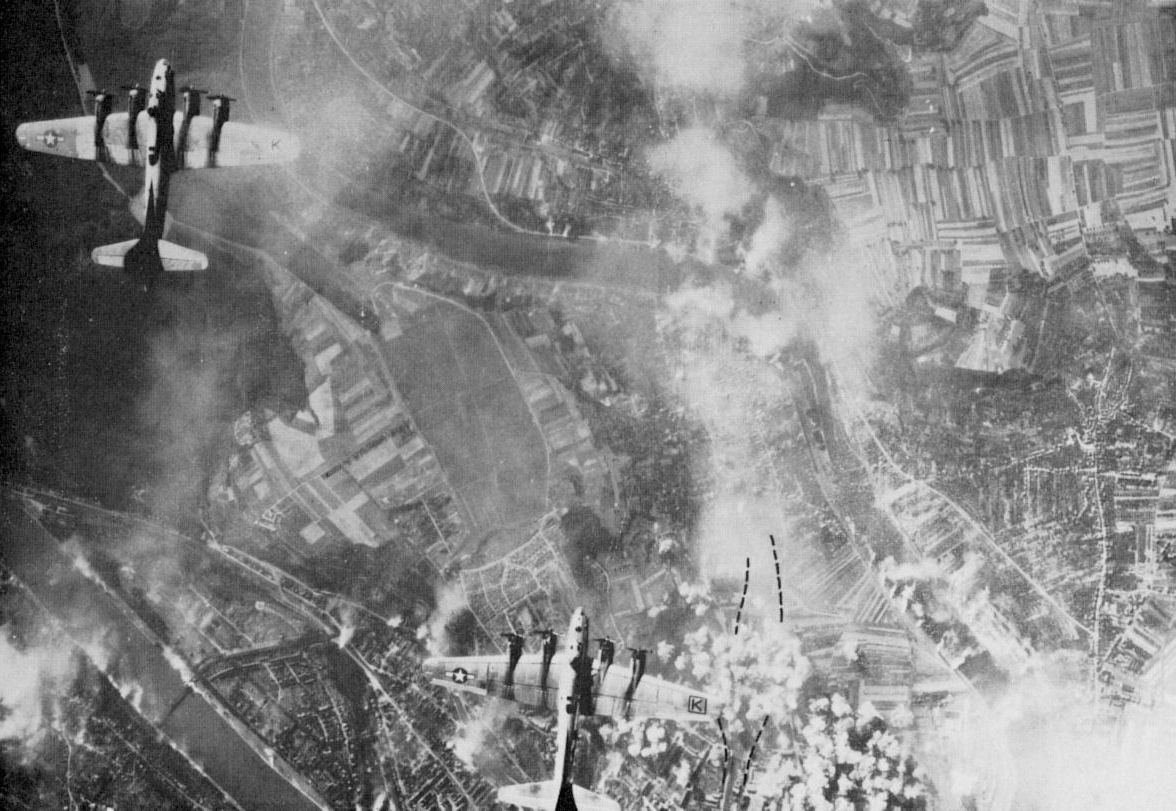
Amerikanischer Luftangriff auf Koblenz 1944

Der Mainzer Johannes Gutenberg erfand um 1440 den Buchdruck mit beweglichen Metall-Lettern. Die neue Drucktechnik revolutionierte die Welt, indem sie die rasche Vervielfältigung von Büchern sowie die schnelle Verbreitung von Wissen in allen Bevölkerungsschichten ermöglichte.
Am 17. April 1521 stand Martin Luther vor dem Reichstag zu Worms. Dabei wurde er vor den versammelten Fürsten und Reichsständen verhört und letztmals zum Widerruf aufgefordert. Nach einem Tag Bedenkzeit und im Wissen, dass dies sein Tod sein konnte, lehnte er mit folgender Begründung ab:

„[Da] … mein Gewissen in den Worten Gottes gefangen ist, ich kann und will nichts widerrufen, weil es gefährlich und unmöglich ist, etwas gegen das Gewissen zu tun. Gott helfe mir. Amen.“

Die oft zitierte Version Hier stehe ich, ich kann nicht anders, Gott helfe mir, Amen ist nicht belegt. Darauf verhängte der Reichstag am 26. Mai 1521 das vom Kaiser gezeichnete Wormser Edikt über ihn.
Im Pfälzischen Erbfolgekrieg (1688–1697) marschierten Truppen des französischen Königs Ludwig XIV. im Rheinland ein, um von den deutschen Reichsfürsten eine dauerhafte Anerkennung seiner als Reunion annektierten Gebiete durchzusetzen und im Namen seiner Schwägerin Liselotte von der Pfalz Teile der Kurpfalz zu beanspruchen. Die Ablehnung und der Widerstand durch Kaiser und Reichsfürsten führten zu einem langjährigen Krieg, in dem vor allem durch eine französische Politik der verbrannten Erde weite Teile des heutigen Rheinland-Pfalz verwüstet wurden. So gingen viele Städte im nördlichen Kurtrier und der Kurpfalz in Flammen auf oder wurden schwer beschädigt. An Rhein und Mosel wurden viele Burgen, beispielsweise 1689 Burg Stolzenfels, völlig zerstört. Im Frieden von Rijswijk 1697 gab Ludwig XIV. alle besetzten oder reunionierten Gebiete zurück mit Ausnahme des nördlichen Elsasses, wozu damals auch die Festungsstadt Landau gehörte.
Nach der Französischen Revolution kam es im Ersten Koalitionskrieg zur Besetzung der linksrheinischen Gebiete durch französische Truppen. Bayern verlor die Kurpfalz und die drei rheinischen Kurfürsten mussten fliehen, Kurköln und Kurtrier wurden schließlich 1803 im Zuge des Reichsdeputationshauptschlusses aufgelöst. Im Schutz der französischen Truppen kam es 1793 in Mainz zur Ausrufung der Mainzer Republik, dem ersten Staatswesen auf deutschem Boden, welches auf bürgerlich-demokratischen Grundsätzen beruhte.
Die Proklamation einer Cisrhenanischen Republik im Sommer 1797 war ein weiterer Versuch, im Rheinland eine republikanische, demokratische Staatsform zu etablieren. Vorausgegangen waren die Verhandlungen beim Vorfrieden von Leoben (8. April 1797), in denen Österreich u. a. den Verzicht auf seine linksrheinischen Interessen in Aussicht stellte. Frankreich wies daraufhin den Oberkommandierenden der Besatzungstruppen und Chef der Ziviladministration General Hoche an, eine mit Frankreich assoziierte Republik zu errichten. Das Vorhaben scheiterte sowohl an der mangelnden Unterstützung der rheinischen Bevölkerung, als auch an einem französischen Regierungswechsel, bei dem die Befürworter einer Annexion des Rheinlandes an die Macht gelangten.
Bis zum Sturz Napoléons wurden 1798 bis 1814 auf den Gebieten links des Rheins die Départements Rhin-et-Moselle, Saar und Donnersberg eingerichtet. Danach fielen die Gebiete an Preußen (Rheinprovinz), das Königreich Bayern (Pfalz), das Großherzogtum Hessen (Rheinhessen), das Herzogtum Oldenburg (Fürstentum Birkenfeld) und die Landgrafschaft Hessen-Homburg (Oberamt Meisenheim).
Der freiheitliche Geist der französischen Revolution und die Vorzüge der relativ liberalen napoleonischen Gesetzgebung (später als „Rheinische Konstitutionen bezeichnet“) blieben aber in vielen Teilen des heutigen Rheinland-Pfalz noch sehr lange erhalten. Auf dem Hambacher Schloss bei Neustadt an der Weinstraße feierten am 27. Mai 1832 etwa 30.000 freiheitsliebende Bürger aus allen Teilen Deutschlands das Hambacher Fest. Inzwischen gilt diese Demonstration als Meilenstein auf dem Weg zur deutschen Einheit und das Hambacher Schloss als die „Wiege der deutschen Demokratie“. An die Bedeutung dieser Epoche für Deutschland erinnert die Straße der Demokratie.
Nach Schaffung des Deutschen Bundes wurden die Festungen Mainz und Landau zu Bundesfestungen ausgebaut. Im preußischen Koblenz entstand die mächtigste der damals gebauten Befestigungssysteme, die Festung Koblenz. Der verlorene Erste Weltkrieg und der Versailler Vertrag von 1918 bedeuteten das Ende der Festungen im heutigen Rheinland-Pfalz und letztendlich deren Schleifung. Nur wenige Festungsteile blieben vollständig erhalten, so beispielsweise die Festung Ehrenbreitstein in Koblenz, da ihre historische Bedeutung und ihr landschaftsprägender Charakter sie vor einer Entfestigung bewahrte, sowie die Zitadelle Mainz.
Das Rheinland wurde im Zuge der Alliierten Rheinlandbesetzung 1918 bis 1930 von zunächst amerikanischen dann französischen Truppen besetzt und entmilitarisiert. In den wirtschaftlich und politisch katastrophalen Zeiten nach dem Ersten Weltkrieg kam es in verschiedenen Städten zu separatistischen Bewegungen und der Gründung der Rheinischen Republik sowie der Autonomen Pfalz. Beide Bewegungen waren aber nur von kurzer Dauer und spätestens mit dem wirtschaftlichen Aufschwung nach Ende der Inflation verschwunden. Reichspräsident Paul von Hindenburg besuchte im Jahr 1930 nach Abzug der alliierten Truppen anlässlich der Befreiungsfeiern viele Städte im Rheinland und löste eine Welle nationaler Begeisterung aus. Die nationale Befreiungsfeier fand am 22. Juli 1930 in Koblenz statt. Der Tag endete mit dem Umkippen einer Pontonbrücke; 38 Menschen (die nicht schwimmen konnten) starben. Nach der Rheinlandbesetzung von 1936 wurden wieder deutsche Truppen im Rheinland stationiert.
Der Nationalsozialismus und der folgende Zweite Weltkrieg veränderte das Leben der Menschen und das Aussehen der Städte einschneidend. Die jüdischen Gemeinschaften wurden fast vollständig ausgelöscht. Die Luftangriffe der Alliierten zerstörten die meisten größeren Städte zu 80 % und mehr, da die Bomberflotten die im Westen des Reiches gelegenen Ziele leicht erreichen konnten. US-Truppen erreichten im März 1945 den Rhein; ihnen gelang es, die Brücke von Remagen zwischen Remagen und Erpel unzerstört zu erobern.

## Gründung von Rheinland-Pfalz
Rheinland-Pfalz war nach dem Zweiten Weltkrieg Teil der französischen Besatzungszone und entstand aus der ehemals bayerischen Pfalz, aus den Regierungsbezirken Koblenz und Trier der ehemaligen preußischen Rheinprovinz, aus den linksrheinischen Teilen der ehemals zum Volksstaat Hessen gehörigen Provinz Rheinhessen, aus Teilen der preußischen Provinz Hessen-Nassau (Montabaur) und aus dem ehemals oldenburgischen Gebiet um Birkenfeld.

### Nach dem Zweiten Weltkrieg
Im Zuge des Vormarsches der Westalliierten standen im Gebiet des heutigen Rheinland-Pfalz bis zum 27. März 1945 keine deutschen Soldaten mehr. Nahezu das gesamte Gebiet wurde amerikanisch besetzt; lediglich in der Südpfalz übernahmen Anfang April 1945 mit den amerikanischen Truppen kämpfende französische Einheiten das Kommando. Die Amerikaner setzten bereits im März und April in den von ihnen kontrollierten Gebieten kommunale Verwaltungen ein, die sie mit nationalsozialistisch unbelasteten Deutschen besetzten.
Die Amerikaner bildeten am 25. April 1945 eine Militärregierung für die Bezirke Koblenz, Trier, Pfalz, Rheinhessen und das Saarland. Wenige Tage nach der Kapitulation der Wehrmacht installierten die Amerikaner am 10. Mai für die Pfalz (ohne die von Frankreich besetzten südlichen Gebiete), Rheinhessen (inklusive dessen rechtsrheinischer Teile) und das Saarland eine Provinzialregierung in Neustadt an der Haardt unter Vorsitz von Hermann Heimerich und Beteiligung von u. a. Alexander Mitscherlich. Zum 1. Juni 1945 wurde diese Provinz unter Zufügung der ehemaligen preußischen Regierungsbezirke Trier und Koblenz von der amerikanischen Besatzungsmacht zum Oberregierungspräsidium Mittelrhein-Saar erweitert. Heimerich wurde vorläufiger Oberregierungspräsident.
Am 22. Juni 1945 einigten sich Amerikaner und Franzosen über die Neustrukturierung und Grenzziehung der französischen Besatzungszone. Infolgedessen ging am 10. Juli 1945 die Besatzungshoheit im Gebiet des heutigen Rheinland-Pfalz von den Amerikanern auf die Franzosen über. Heimerich und die übrigen Regierungsmitglieder gaben nach Bekanntwerden des Besatzungswechsels am 5. Juli ihren Rücktritt bekannt. Mit der Berliner Erklärung vom 5. Juni 1945 hatten die Alliierten auch formell oberste Regierungsgewalt im Gebiet des Deutschen Reiches übernommen und die Aufteilung Deutschlands in vier Besatzungszonen verkündet, deren Grenzen mit dem 3. Zonenprotokoll am 26. Juli 1945 auch schriftlich zwischen den Alliierten festgelegt wurden und mit dem die bereits erfolgte Übergabe an die französische Besatzungsmacht nachvollzogen wurde.
In der französischen Besatzungszone lag der Oberbefehl seit 23. Juli 1945 bei Marie-Pierre Kœnig; formell übernahm er die Regierungsgewalt mit Verordnung Nr. 1 am 28. Juli 1945. Die Franzosen gliederten am 25. Juli 1946 das Saarland aus der erst kurz zuvor geschaffenen Verwaltungsregion Mittelrhein-Saar aus. Auch die nördlichen Regierungsbezirke Koblenz und Trier wurden Ende Juli 1945 abgetrennt, der verbliebene Teil wurde am 31. Juli als Oberregierungspräsidium Pfalz-Hessen und ab 29. August 1945 Hessen-Pfalz benannt.
Die Regierung von Hessen-Pfalz stand unter dem Vorsitz des noch von den Amerikanern am 7. Juli 1945 ernannten Hans Hoffmann. Dieser wurde jedoch von der französischen Besatzungsmacht im Oktober 1945 durch Otto Eichenlaub ersetzt. Von der französischen Besatzungsmacht unterstützt, entwickelten sich in Hessen-Pfalz (auch vor dem Hintergrund des pfälzischen Separatismus nach dem Ersten Weltkrieg) Tendenzen zur Eigenstaatlichkeit. So wurde beispielsweise in der von der Besatzungsmacht beeinflussten Presse vom Land Hessen-Pfalz geschrieben und die Präsidialdirektoren von der Besatzungsmacht als Minister angesprochen.
Aus den abgetrennten Regierungsbezirken Trier und Koblenz (mit den französisch besetzten ehemaligen nassauischen Landkreisen) wurde mit Wirkung zum 3. Januar 1946 das Oberpräsidium Rheinland-Hessen-Nassau gebildet, dessen erster Oberpräsident Wilhelm Boden wurde.
Im Mai 1946 wurden die vier ehemals nassauischen Landkreise wieder aus dem Regierungspräsidium Koblenz ausgegliedert und zu einem eigenständigen Regierungsbezirk Montabaur zusammengefasst, der weiterhin dem Oberpräsidium Rheinland-Hessen-Nassau unterstellt war.
Ende Mai 1946 bestanden auf dem Gebiet des heutigen Rheinland-Pfalz:
- das Oberpräsidium Hessen-Pfalz, bestehend aus
  - der Pfalz und
  - dem Regierungsbezirk Mainz (Rheinhessen)
- das Oberpräsidium Rheinland-Hessen-Nassau, bestehend aus
  - dem Regierungsbezirk Koblenz,
  - dem Regierungsbezirk Trier und
  - dem Regierungsbezirk Montabaur.

### Gründung durch französische Verordnung
Das Land Rheinland-Pfalz wurde am 30. August 1946 als letztes Land in den ehemaligen westlichen Besatzungszonen durch Verordnung Nr. 57 der französischen Militärregierung unter General Marie-Pierre Kœnig geschaffen, wodurch historisch und wirtschaftlich zusammengehörige Gebiete (Koblenz-Bonn, Rhein-Main) der ehemaligen preußischen Rheinprovinz und anderer Territorien getrennt wurden. Die französische Regierung wollte sich ursprünglich die Möglichkeit offenlassen, nach der Umwandlung des Saarlandes in ein Protektorat noch weitere linksrheinische Gebiete zu annektieren. Als Amerikaner und Briten mit der Bildung deutscher Länder vorangegangen waren, gerieten die Franzosen zunehmend unter Druck und folgten mit den Ländern Baden und Rheinland-Pfalz dem Beispiel der übrigen Westalliierten. Eine Anbindung des Saarlandes an Rheinland-Pfalz untersagte die französische Militärregierung jedoch. Mainz wurde in der Verordnung als Hauptstadt bestimmt. Die mit Gründung des Landes verordnete „Gemischte Kommission“, als oberstes Staatsorgan beauftragt mit der Sicherung der Verwaltung und Vorbereitung der Beratenden Landesversammlung, trat erstmals am 12. September 1946 in der Landeshauptstadt Mainz während der gleichzeitig dort stattfindenden Feierlichkeiten zur Landesgründung zusammen, um nach dem Willen Kœnigs in Mainz „als der Hauptstadt des neuen Staates“ die „Bedeutung zu unterstreichen, die der Schaffung des neuen rhein-pfälzischen Landes zukommt“. Da Mainz damals wegen Kriegsschäden und Zerstörungen nicht genug Verwaltungsgebäude hatte, wurden später der Sitz von Landesregierung und Landtag provisorisch in Koblenz eingerichtet. Mainz war durch die Luftangriffe der letzten Kriegsmonate zu etwa 80 % zerstört worden. Es war dementsprechend unmöglich, hier sofort die notwendigen Dienstgebäude für Verwaltung, Parlament und Regierung bereitzustellen. Darüber hinaus befanden sich die Verwaltungszentren der bisherigen Nachkriegsorganisation in Neustadt und in Koblenz. In Koblenz standen auch noch zahlreiche Räumlichkeiten der ehemaligen preußischen Verwaltung zur Verfügung, weshalb in Übereinstimmung mit der Besatzungsmacht die Landesregierung ihren Sitz in Koblenz einrichtete. Auch der französische Landeskommissar, General Claude Hettier de Boislambert, richtete seinen Amtssitz in Koblenz ein. Die Versammlungen zur Gründung des neuen Landes wurden daher in Koblenz abgehalten. Am 22. November 1946 fand im Koblenzer Theater die konstituierende Sitzung der Beratenden Landesversammlung statt, in der ein Verfassungsentwurf erarbeitet wurde. Zuvor hatte es kommunale Wahlen gegeben. Wilhelm Boden wurde nach kurzer Amtszeit als Oberregierungspräsident von Rheinland-Hessen-Nassau am 2. Dezember von den französischen Besatzungsbehörden zum provisorischen Ministerpräsidenten des neu gebildeten Landes Rheinland-Pfalz ernannt.

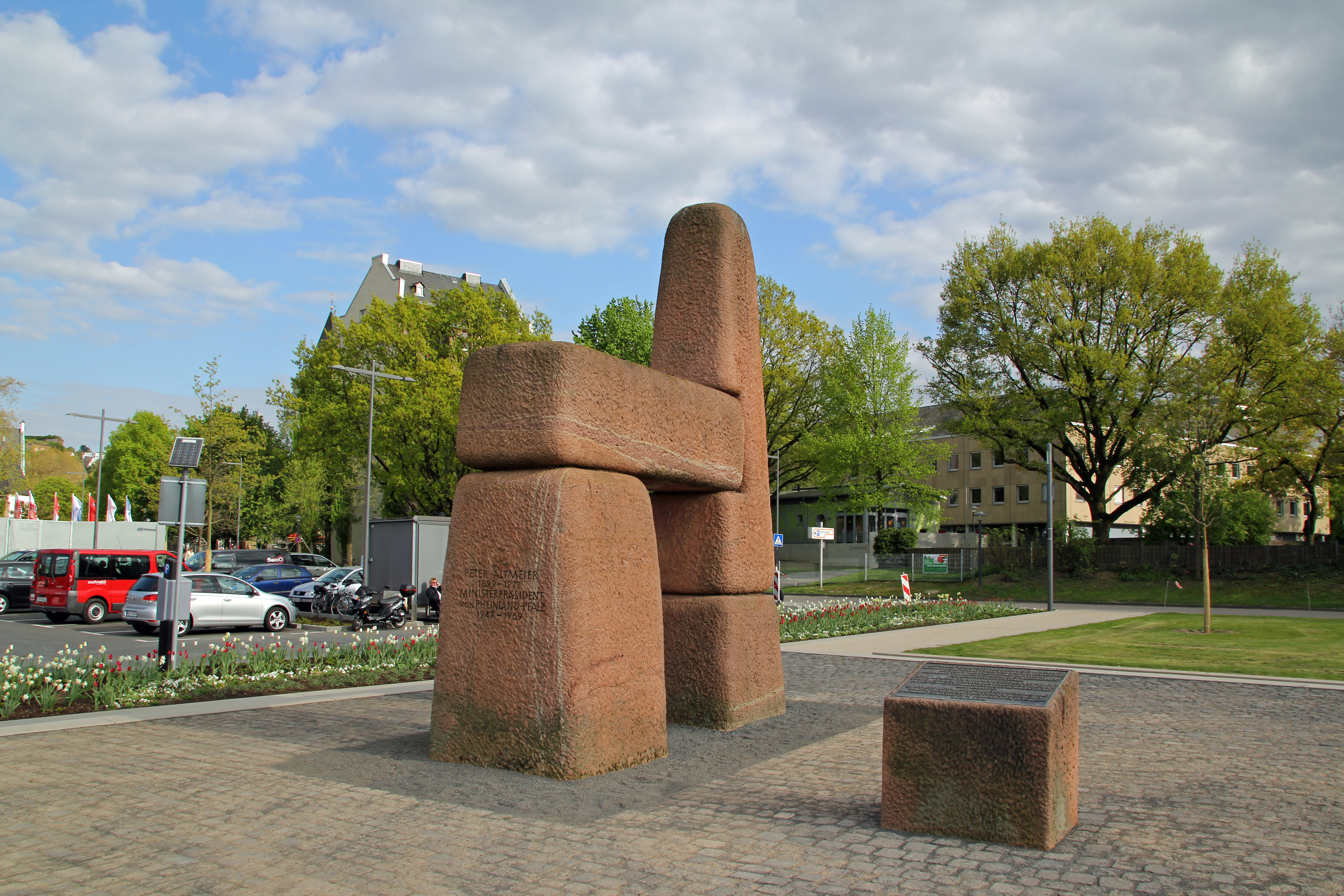
Das Peter-Altmeier-Denkmal in Koblenz

Adolf Süsterhenn legte der Beratenden Landesversammlung einen Verfassungsentwurf vor, der nach mehreren Verhandlungen am 25. April 1947 in namentlicher Schlussabstimmung mit der absoluten Mehrheit der CDU und gegen die Stimmen von SPD und KPD verabschiedet wurde. Dazu war es unter anderem deshalb gekommen, weil der Verfassungsentwurf deutlich an Staatstheorien des politischen Katholizismus angelehnt war und unter anderem nach Konfessionen getrennte Schulen vorsah. Am 18. Mai 1947 wurde die Verfassung für Rheinland-Pfalz in einer Volksabstimmung durch 53 Prozent der Wähler angenommen. Die Wähler im katholischen Norden und Westen des neuen Landes votierten mehrheitlich für die Verfassung; die Wähler in Rheinhessen (53,2 %) und der Pfalz lehnten sie mehrheitlich ab (Näheres hier). Am gleichen Termin fand auch die erste Landtagswahl statt.
Der rheinland-pfälzische Landtag konstituierte sich am 4. Juni 1947 im großen Rathaussaal von Koblenz; Wilhelm Boden wurde zum ersten Ministerpräsidenten von Rheinland-Pfalz gewählt. Einen Monat später folgte ihm Peter Altmeier in diesem Amt.
Nach der Herrichtung von Verwaltungsgebäuden in Mainz und zwei Abstimmungen im Landtag wurde am 16. Mai 1950 entschieden, dass Landtag und Landesregierung ihren provisorischen Sitz in Koblenz aufgeben und nach Mainz umziehen.
Die erste Landtagssitzung fand dort am 18. Mai 1951 im wiederaufgebauten Deutschhaus statt.

### Land aus der Retorte
Ein Gemeinschaftsgefühl entwickelte sich nur sehr zögerlich im „Land aus der Retorte“, das weitgehend ohne Rücksicht auf historisch gewachsene Zugehörigkeiten der Einwohner entstanden war. Ihm wurden wenige Überlebenschancen eingeräumt, zumal es kaum größere industrielle Zentren gab. Einen gewissen Wirtschaftsaufschwung zog die Ansiedlung zahlreicher Militärstützpunkte, sowohl der Alliierten als auch der Bundeswehr, nach sich. 1956 fanden aufgrund von Art. 29 GG in den damaligen Regierungsbezirken Koblenz, Trier, Montabaur, Rheinhessen und Pfalz Volksbegehren statt, bei denen es um die Angliederung der betreffenden Regionen an Nordrhein-Westfalen, Hessen bzw. Bayern und Baden-Württemberg ging. Alle Volksbegehren außer denen im Regierungsbezirk Pfalz erhielten die erforderliche Mehrheit; doch bis zur endgültigen Durchführung der dadurch notwendigen Volksentscheide zogen fast 20 Jahre ins Land. Bei der Abstimmung vom 19. Januar 1975 wurde in keiner der betroffenen Regionen eine Mehrheit für eine Umgliederung (und auch nicht das notwendige Quorum von 25 % der Stimmberechtigten) erreicht. Damit wurde der Schlussstrich unter eine jahrzehntelange Diskussion gezogen. Lediglich der AKK-Konflikt beschäftigt die Politik bis heute.

## Historische Ereignisse in Rheinland-Pfalz nach 1946

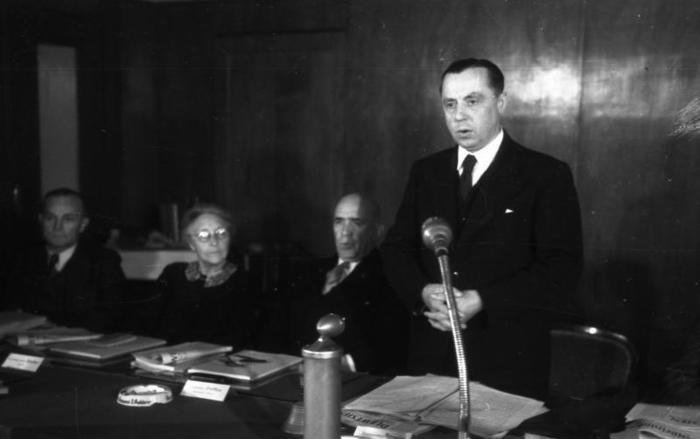
Ministerpräsident Peter Altmeier auf der Rittersturz-Konferenz 1948

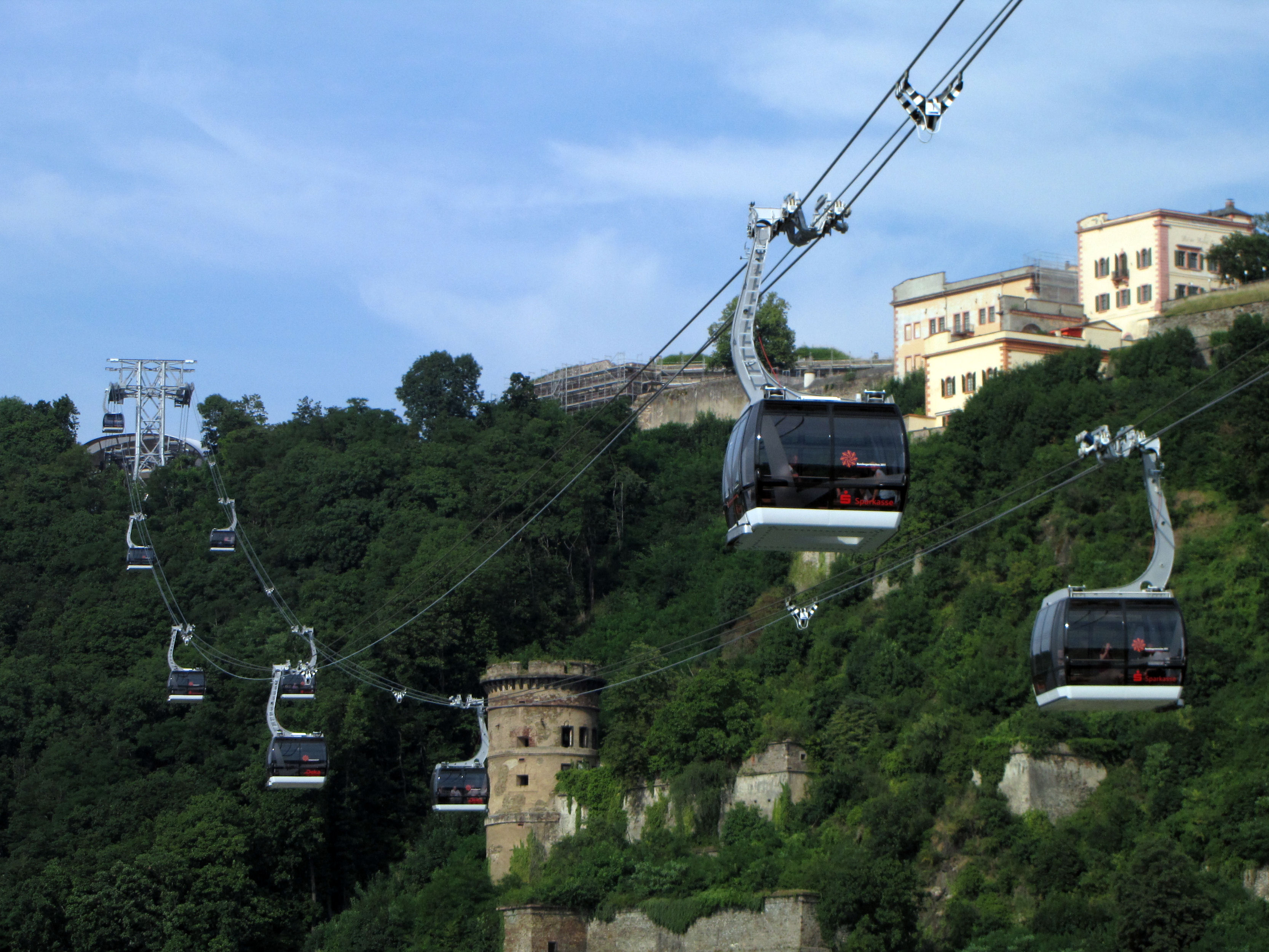
Die Rheinseilbahn in Koblenz

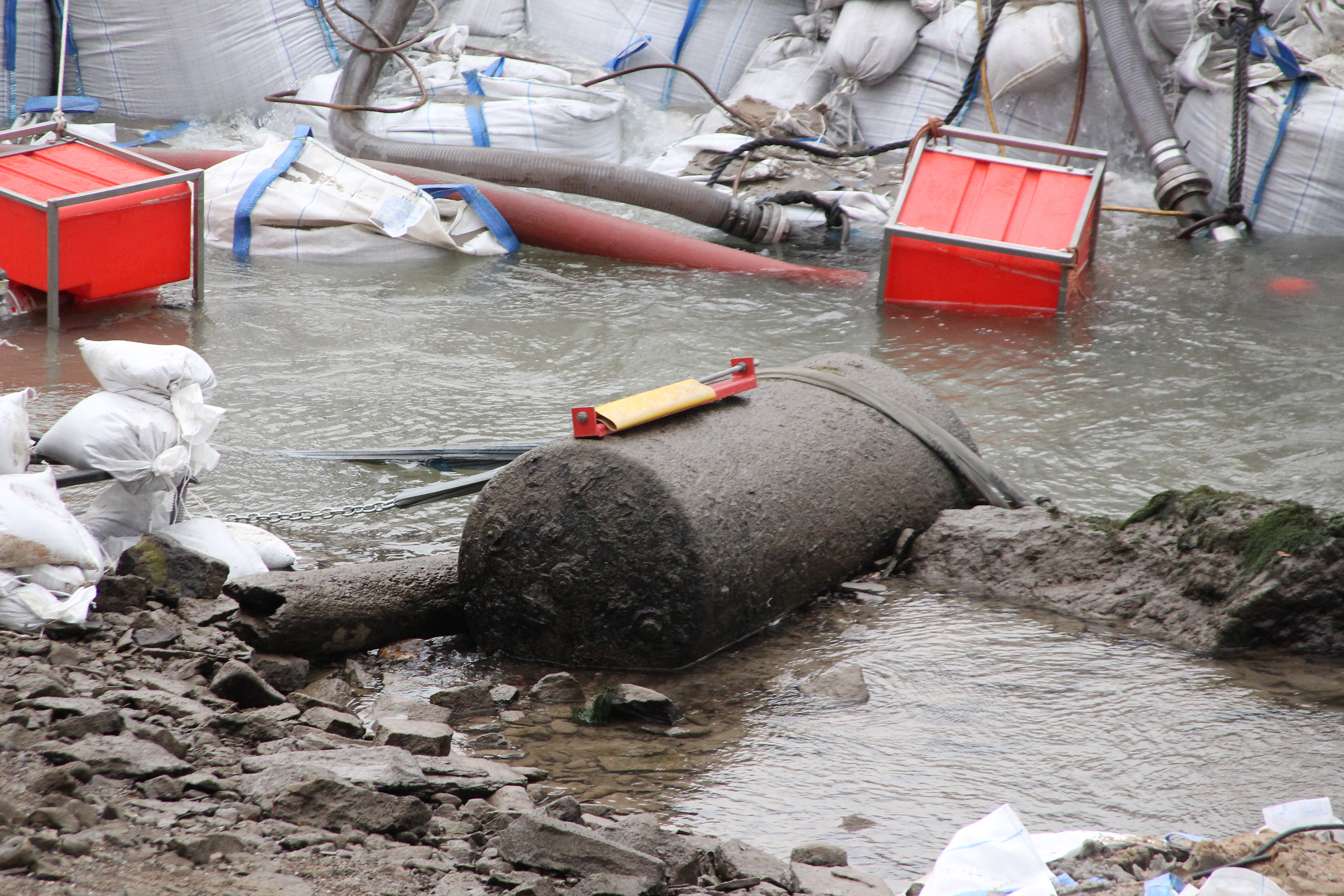
Hauptgrund für die großräumige Evakuierung in Koblenz 2011: eine britische 1,8-Tonnen-Luftmine

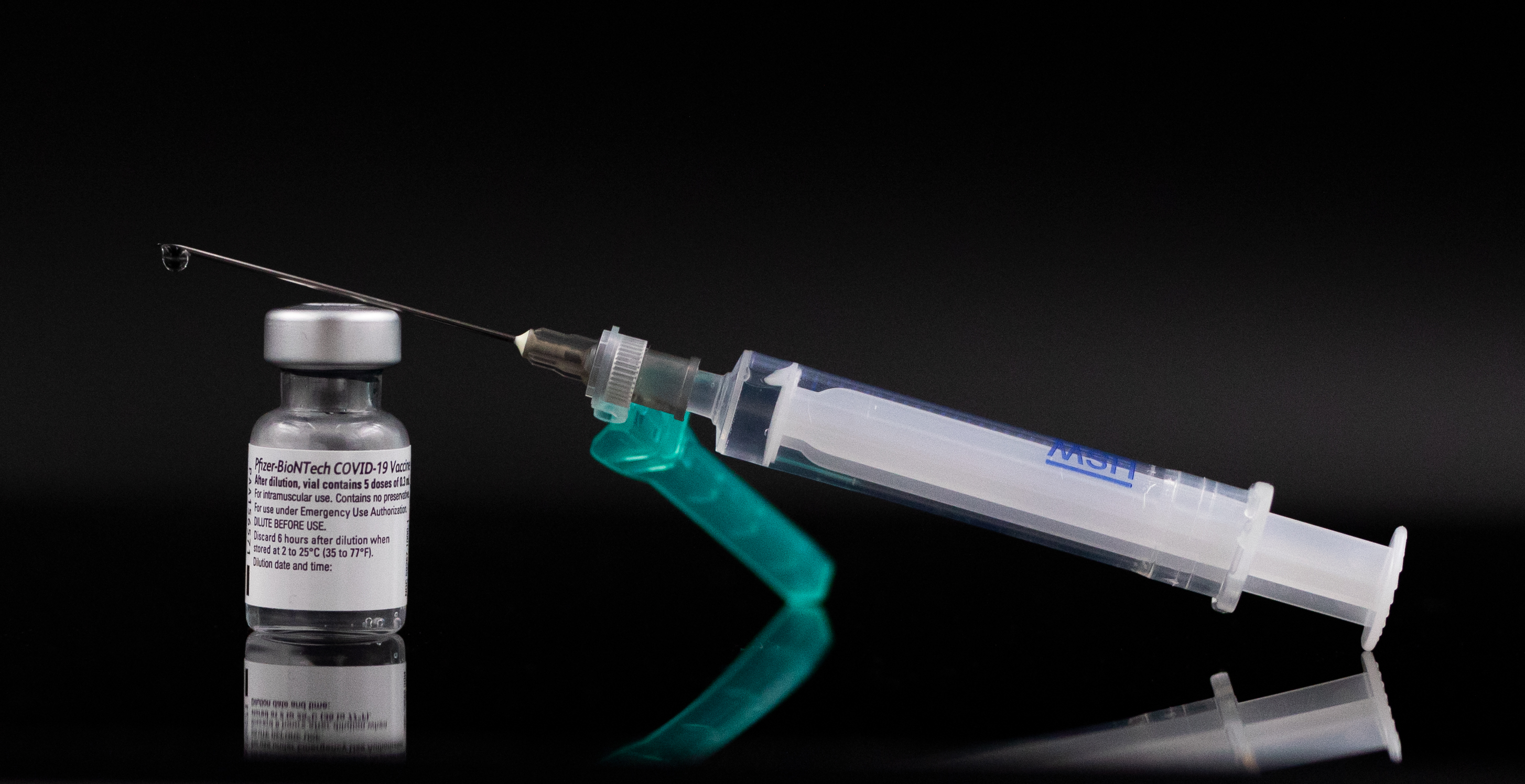
Das COVID-19-Impfstoff von Mainzer Pharmaunternehmen BioNTech und dem US-Pharmahersteller Pfizer (Tozinameran).

In den Tagen vom 8. bis 10. Juli 1948 fand im Berghotel am Koblenzer Aussichtspunkt Rittersturz die so genannte Rittersturz-Konferenz mit allen damaligen deutschen Ministerpräsidenten statt. Die dort gefassten „Koblenzer Beschlüsse“ ebneten den Weg zur Bildung der Bundesrepublik Deutschland.
Eine Kesselwagenexplosion in der BASF ereignete sich am 28. Juli 1948 in Ludwigshafen am Rhein. 207 Menschen starben und 3818 wurden verletzt; 3122 Gebäude wurden in Mitleidenschaft gezogen. Durch eine Kohlenstaubexplosion kam es am 22. November 1948 zu einem Eisenbahnunfall im Kaiser-Wilhelm-Tunnel, bei dem durch den mutigen Einsatz des Lokführers eine Katastrophe verhindert werden konnte. Bei der Explosionskatastrophe in Prüm vom 15. Juli 1949 wurde die Stadt schwer zerstört, zwölf Menschen starben, 15 verletzt und 965 obdachlos. Bei der Tanklagerexplosion bei Niederstedem am 23. September 1954 kamen durch die Explosion eines mit Flugzeugtreibstoff gefüllten Großtanks 29 Menschen ums Leben. Mit der Kanalisierung der Mosel in den Jahren 1958 bis 1964 wurde der Fluss zu einer Großschifffahrtsstraße ausgebaut und später zu einer der meistbefahrenen Wasserstraßen in Europa.
1969 endete die „Ära Altmeier“; Helmut Kohl wurde Ministerpräsident und blieb es, bis er nach der Bundestagswahl im Oktober 1976 zurücktrat und als Oppositionsführer in die Bundespolitik wechselte. Sein Nachfolger wurde Bernhard Vogel; dieser blieb bis 1988 Ministerpräsident des Landes Rheinland-Pfalz. Sein Nachfolger wurde Carl-Ludwig Wagner (Kabinett Wagner).
Im Rahmen des NATO-Doppelbeschlusses wurden auf der Raketenbasis Pydna im Hunsrück im Jahr 1986 insgesamt 96 abschussbereite Cruise-Missiles mit Atomsprengköpfen stationiert. Der Protest gipfelte am 11. Oktober 1986 in einer großen Demonstration, bei der rund 200.000 Menschen, davon ca. 10.000 Hunsrücker, angeführt vom Pfarrer August Dahl friedlich gegen die Stationierung protestierten (siehe auch Friedensbewegung).
Die zahlreichen Militärstützpunkte bzw. die Atomwaffen in Deutschland waren auch an anderen Orten des Bundeslands bzw. Deutschlands immer wieder Anlass zu Protestveranstaltungen.
Am 28. August 1988 ereignete sich das Flugtagunglück von Ramstein. Bei dieser Flugzeugkatastrophe starben auf der Ramstein Air Base nach offiziellen Angaben 70 Menschen, weitere 345 wurden schwer verletzt. Nach 1989 (Fall der Mauer, Ende Kalter Krieg, Zerfall der Sowjetunion) wurden zahlreiche Garnisonen (insbesondere der US-Truppen) in Deutschland verkleinert oder aufgelöst, weil sich die Sicherheitslage in Europa entspannt hatte.
Die Garnisonsstädte bzw. -regionen verloren dadurch zahlreiche Arbeitsplätze. Auch anderswo in Südwestdeutschland (z. B. im Saarland) wurde dies als problematisch empfunden. Man versuchte, die freigewordenen Flächen zivil zu nutzen (Konversion).
In Koblenz fand im Jahr 2011 die erste Bundesgartenschau in Rheinland-Pfalz statt. Die Stadt erfuhr dazu Investitionen in die städtebauliche Entwicklung von geschätzt 500 Mio. Euro. So wurde mit der Rheinseilbahn die größte Seilbahn Deutschlands als Attraktion und ökologisch sinnvolle Verkehrsverbindung errichtet. Nach Verlautbarung der Landesregierung war die Bundesgartenschau 2011 die größte Veranstaltung in der Geschichte von Rheinland-Pfalz. Mit einer erreichten Besucherzahl von über 3,5 Mio. Menschen war sie die erfolgreichste Bundesgartenschau seit Einführung des elektronischen Zählsystems im Jahr 1997.
Aufgrund des extrem niedrigen Rheinpegels traten im November/Dezember 2011 im Fluss eine Vielzahl von Kampfmitteln aus dem Zweiten Weltkrieg zutage. Der größte Fund wurde am 20. November 2011 in Koblenz gemacht. Hier wurde eine britische 1,8 Tonnen schwere Luftmine am Rheinufer bei Pfaffendorf entdeckt. Für die Entschärfung am 4. Dezember 2011 musste die größte Evakuierung in der Geschichte der Stadt nach dem Zweiten Weltkrieg durchgeführt werden. Davon waren 45.000 Einwohner der Stadt, ein Gefängnis, zwei Krankenhäuser und sieben Altenheime in einem Radius von 1,8 Kilometern um den Fundort betroffen.
Im Jahr 2020 wurde von dem Mainzer Pharmaunternehmen BioNTech (zusammen mit dem Firma Pfizer aus USA) das weltweit erste COVID-19-Impfstoff entwickelt und auch produziert.
Für das Jahr 2022 plant das Land Rheinland-Pfalz ein großes Jubiläum zum 75. Landesgeburtstag mit mehreren Veranstaltungen im ganzen Land. Unter anderem ist es geplant, einen Rheinland-Pfalz-Tag und einen Landesfestakt im Landeshauptstadt Mainz sowie die Feier zum 40. Jubiläum der Partnerschaft mit Ruanda durchzuführen.

### Überblickswerke
- Lukas Clemens, Norbert Franz: Geschichte von Rheinland-Pfalz. Verlag C.H. Beck, München 2010, ISBN 978-3-406-60505-5.
- Kreuz - Rad - Löwe: Rheinland-Pfalz. Ein Land und seine Geschichte, 3 Bde., von Zabern, Darmstadt/Mainz 2012.
  - Von den Anfängen der Erdgeschichte bis zum Ende des Alten Reiches. In: Lukas Clemens (Hrsg.): Kreuz – Rad – Löwe. Band 1. von Zabern, Darmstadt/Mainz 2012, ISBN 978-3-8053-4291-9.
  - Vom ausgehenden 18. bis zum 21. Jahrhundert. In: Friedrich P. Kahlenberg und Michael Kißener (Hrsg.): Kreuz – Rad – Löwe. Band 2. von Zabern, Darmstadt/Mainz 2012, ISBN 978-3-8053-4291-9.
  - Historische Statistik. In: Statistisches Landesamt Rheinland-Pfalz (Hrsg.): Kreuz – Rad – Löwe. Band 3. von Zabern, Darmstadt/Mainz 2012, ISBN 978-3-8053-4291-9.

### Urgeschichte und Antike
- Generaldirektion Kulturelles Erbe, Direktion Archäologie (Hrsg.): Archäologie in Rheinland-Pfalz. Kultur- und Erdgeschichte. Nr. 2003–2007. von Zabern, ISSN 1614-4627, ZDB-ID 2127261-X.
- Heinz Cüppers (Hrsg.): Die Römer in Rheinland-Pfalz. Nikol Verlag, Hamburg 2005, ISBN 3-933203-60-0.
- Entdeckungsreise Spätantike in Rheinland-Pfalz, Generaldirektion Kulturelles Erbe, o. J.

### Jüngere und jüngste Geschichte
- Michael Kißener: Kleine Geschichte des Landes Rheinland-Pfalz. DRW-Verl. Weinbrenner, Braun, Karlsruhe 2006, ISBN 3-7650-8345-3.
- Rheinland-Pfalz. Beiträge zur Geschichte eines neuen Landes. In: Hans-Jürgen Wünschel, Christophe Baginski (Hrsg.): Landauer Universitätsschriften Geschichte. Band 4. Knecht, Landau in der Pfalz 1997, ISBN 3-930927-16-0.
- Peter Haungs (Hrsg.): 40 Jahre Rheinland-Pfalz. Eine politische Landeskunde. H. Schmidt, Mainz 1986, ISBN 3-87439-126-4.
- Ulrich Sarcinelli (Hrsg.): Politische Kultur in Rheinland-Pfalz. V. Hase Koehler, Mainz 2000, ISBN 3-7758-1390-X.
- Edgar Wagner (Hrsg.): "Packt an! Habt Zuversicht!" : über die Entstehung des Landes Rheinland-Pfalz und seinen Beitrag zur Gründung der Bundesrepublik Deutschland (= Schriftenreihe des Landtags Rheinland-Pfalz. Band 35). Landtag Rheinland-Pfalz, Mainz 2007, ISBN 978-3-9811001-2-9.
- Friedrich Schütz: "Le siège de ce Land est fixé à Mayence". Mainz auf dem Weg zur Hauptstadt des Landes Rheinland-Pfalz 1946–1950; Vortrag in der Festveranstaltung der Stadt Mainz "50 Jahre Landeshauptstadt" am 30. August 1996. Schmidt, Mainz 1996, ISBN 3-87439-418-2.